# Relações entre Argélia e Marrocos
As relações entre Argélia e Marrocos tem sido dominadas por várias questões desde a independência de ambos os países, nomeadamente a Guerra das Areias de 1963, a Guerra do Saara Ocidental de 1975-1991, o fechamento da fronteira Argélia-Marrocos em 1994 e o estatuto do Saara Ocidental.

## Questão do Saara Ocidental
A antiga colônia do território do Saara Ocidental causou um antagonismo profundo e desconfiança geral entre as duas nações que permeou todos os aspectos das relações marroquino-argelinas. Depois que a Espanha anunciou sua intenção de abandonar o território em 1975, as relações entre Marrocos e Argélia, que anteriormente haviam apresentado uma frente unida, se desintegraram. A Argélia, embora não declarando quaisquer reivindicações territoriais, foi avessa à absorção do território por qualquer um dos seus vizinhos e apoiou o desejo da Frente Polisario de fundar uma nação independente no território. Antes da evacuação espanhola, o governo espanhol concordou em dividir o território, transferindo a maior parte da região para o Marrocos e o restante para a Mauritânia. Este acordo violou uma resolução das Nações Unidas (ONU) que declarou todas as reivindicações históricas da Mauritânia ou Marrocos como insuficientes para justificar a absorção territorial e atraiu críticas pesadas da Argélia. 
Os movimentos de guerrilha dentro do território saaraui, particularmente a Frente Polisario (Frente Popular para la Liberación de Saguia el Hamra y Río de Oro), que lutavam pela independência do Saara desde 1973, proclamaram imediatamente a República Árabe Saaraui Democrática. A Argélia reconheceu este novo Estado autoproclamado em 1976 e, desde então, prosseguiu um  esforço diplomático determinado para o reconhecimento internacional do território; também forneceu comida, material e treinamento  aos guerrilheiros. Em 1979, depois de muitos anos de guerrilha extensa e feroz, a Mauritânia abandonou suas reivindicações territoriais e retirou-se. O Marrocos rapidamente reivindicou o território abandonado pela Mauritânia. Uma vez que a República Árabe Saaraui Democrática obteve o reconhecimento diplomático da Organização da Unidade Africana (OUA) e de muitos outros Estados independentes, o Marrocos ficou sob pressão internacional. Como resultado, o governo marroquino finalmente propôs um referendo nacional para determinar a soberania do território saaraui em 1981. O referendo seria supervisionado pela OUA, porém a proposta foi rapidamente retratada pelo Rei de Marrocos quando a OUA não conseguiu chegar a acordo sobre os procedimentos referendais. Em 1987, o governo marroquino decidiu novamente reconhecer a Polisario e reunir-se para "discutir as suas queixas". A Argélia estipulou uma condição prévia isolada para o restabelecimento das relações diplomáticas - o reconhecimento da Polisario e as conversações para uma solução definitiva para o atoleiro do Saara Ocidental. Sem um compromisso firme do rei de Marrocos, a Argélia concedeu e retomou as relações diplomáticas com Marrocos em 1988. 

## Fechamento das fronteiras e conflito diplomático
Durante a Guerra Civil Argelina, Argel acusou Rabat de acolher e apoiar o Grupo Islâmico Armado (GIA), um grupo terrorista islâmico argelino. A acusação foi rapidamente negada pelas autoridades marroquinas, porém a disputa levou ao fechamento da fronteira em 1994, depois que Marrocos acusou o GIA, juntamente com os serviços argelinos, pelo ataque em Marraquexe de 1994, onde dois espanhóis foram mortos.  As fronteiras ainda estão fechadas, custando  $2 bilhões anuais à economia marroquina.  Em 1999, o recém-eleito presidente argelino Abdelaziz Bouteflika, participou do funeral de Hassan II de Marrocos e declarou três dias de luto oficial na Argélia pela morte de "seu irmão". No mesmo ano, o presidente argelino acusaria o Marrocos de hospedar bases do GIA, a partir das quais alguns ataques foram planejados e dirigidos contra os argelinos. Alguns dias depois, acusaria novamente o Marrocos de exportar drogas para a Argélia.  Em julho de 2004, o rei aboliu os requisitos de visto para os argelinos que entram em Marrocos; em abril de 2006, o presidente argelino retribuiu o gesto.  Em 2012, o primeiro-ministro argelino Ahmed Ouyahia declarou que a reabertura da fronteira não era uma prioridade para seu governo. Outras declarações oficiais implicam que esta questão não será resolvida em breve.
Recentemente, um número crescente de vozes da sociedade civil e de intelectuais solicitaram aos seus respectivos países que tomassem medidas para a reconciliação. 